# Cosmochthonius asiaticus
Cosmochthonius asiaticus är en kvalsterart som beskrevs av Gordeeva 1980. Cosmochthonius asiaticus ingår i släktet Cosmochthonius, och familjen Cosmochthoniidae. Inga underarter finns listade.